# Creighton Abrams
Creighton Williams Abrams Jr. (Springfield, Massachusetts, 1914. szeptember 15. – Washington, 1974. szeptember 4.) amerikai tábornok, a vietnámi háború során az amerikai csapatok parancsnoka volt 1968 és 1972 között. 1972-től 1974-ig az Amerikai Hadsereg vezérkari főnöke volt. Róla kapta nevét az M1 Abrams harckocsi.